# 吉爾曼 (愛荷華州)
吉爾曼（英語：Gilman）是一個位於美國愛荷華州馬歇爾縣的城市。

## 地理
吉爾曼的座標為41°52′47″N 92°47′20″W / 41.87972°N 92.78889°W，而該地的平均海拔高度為313米（即1027英尺）。

## 人口
根據2010年美國人口普查的數據，吉爾曼的面積為1.40平方千米，當中陸地面積為1.40平方千米，而水域面積為0.00平方千米。當地共有人口509人，而人口密度為每平方千米363人。